# Elbląg (fiume)
L'Elbląg (tedesco: Elbing; polacco: Elbląg) è un fiume della Polonia settentrionale lungo 14,5 chilometri che mette in comunicazione il lago Druzno, da cui nasce, con la laguna della Vistola, in cui sfocia.
I suoi principali affluenti sono Fiszewka, Kumiela e Tina.
Lungo il fiume si trova la città di Elbląg.